# Priobolia
Priobolia là một chi bọ cánh cứng trong họ Chrysomelidae.
Chi này được miêu tả khoa học năm 1987 bởi Chen & Wang.

## Các loài
Chi này gồm các loài:
- Priobolia viridiaurata Chen, 1987